# Alexandria (Pensilvania)
Alexandria es un borough ubicado en el condado de Huntingdon en el estado estadounidense de Pensilvania. En el año 2000 tenía una población de 401 habitantes y una densidad poblacional de 1,352.7 personas por km².

## Geografía
Alexandria se encuentra ubicado en las coordenadas 40°33′28″N 78°05′56″O / 40.55778, -78.09889.

## Demografía
Según la Oficina del Censo en 2000 los ingresos medios por hogar en la localidad eran de $40,662 y los ingresos medios por familia eran $43,750. Los hombres tenían unos ingresos medios de $30,750 frente a los $23,500 para las mujeres. La renta per cápita para la localidad era de $15,423. Alrededor del 7.2% de la población estaba por debajo del umbral de pobreza.